# Stanisław Przyłęcki
Stanisław Jan Przyłęcki (ur. 29 sierpnia 1891 w Radomiu, zm. 5 sierpnia 1944 w Warszawie) – polski biochemik, fizjolog weterynarii.

## Życiorys

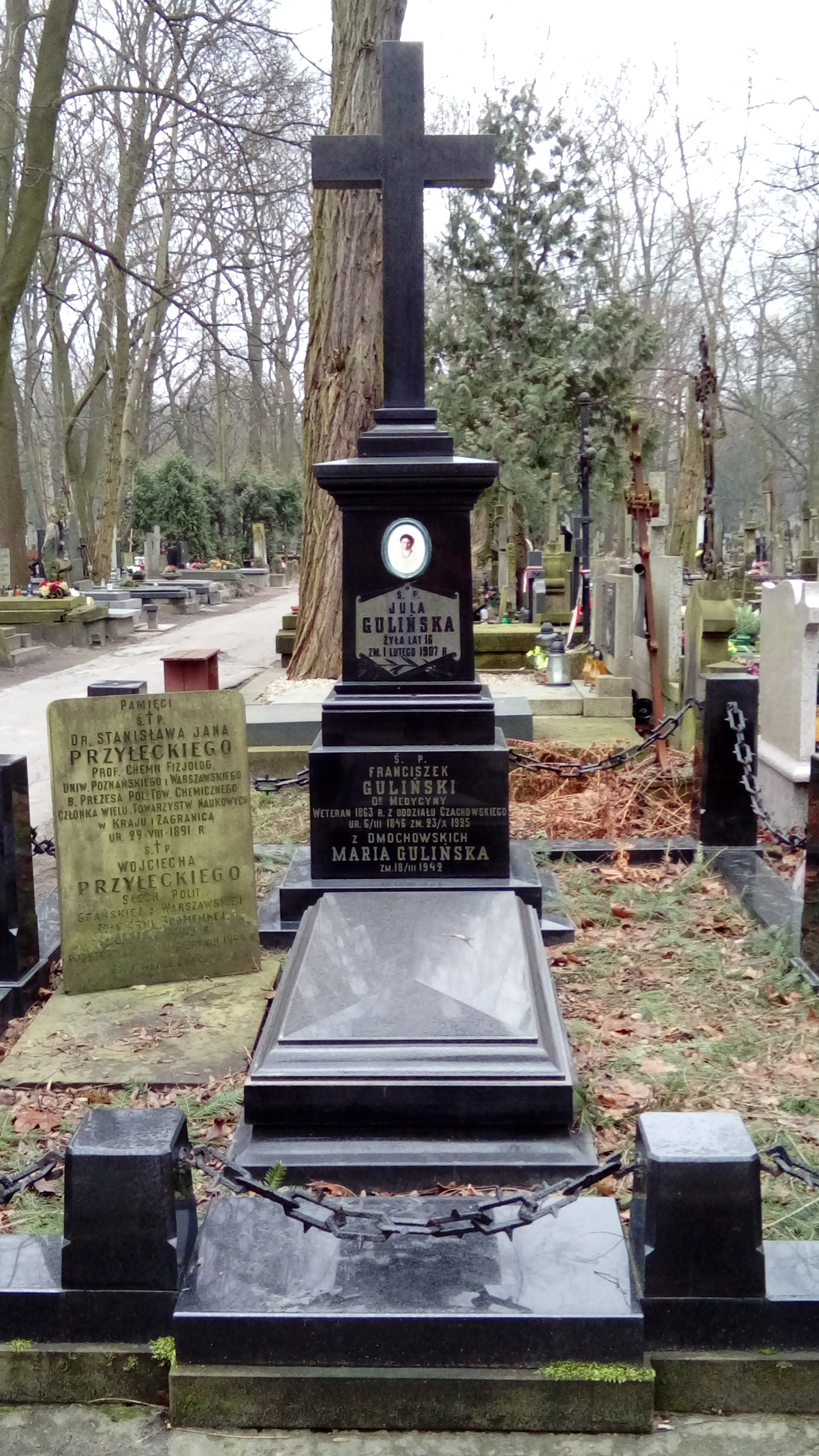
Grób Stanisława Przyłęckiego na cmentarzu Powązkowskim

Po ukończeniu Miejskiej Szkoły Handlowej wyjechał do Krakowa, gdzie rozpoczął studia na Wydziale Medycznym Uniwersytetu Jagiellońskiego. W 1909 przerwał naukę i wyjechał do Niemiec, gdzie rozpoczął naukę na Wydziale Matematyczno-Przyrodniczym Uniwersytetu w Halle, rok później przeniósł się do podobny wydział Uniwersytetu Genewskiego. Przez cztery lata studiował m.in. zoologię i fizjologię roślin. Po powrocie do Krakowa obronił na Uniwersytecie Jagiellońskim pracę doktorską pt. "Wydalanie związków azotowych przez żaby". W 1921 otrzymał stypendium rządu francuskiego i wyjechał kontynuować naukę do Paryża, a następnie do Strasburga, gdzie prowadził prace badawcze w Instytucie Fizjologii Ogólnej Wydziału Przyrodniczego. W 1923 powrócił do Polski, zamieszkał w Warszawie, na Uniwersytecie Warszawskim habilitował się rozprawą pt. "Wymiana soli i wody u płazów". 1 maja 1924 uzyskał tytuł profesora nadzwyczajnego i otrzymał stanowisko kierownika Zakładu Fizjologii Wydziału Lekarskiego Uniwersytetu Poznańskiego. Na tej samej uczelni w październiku 1925 został profesorem zwyczajnym, a następnie wrócił do Warszawy, gdzie został kierownikiem Katedry Fizjologii i Chemii Fizjologicznej na Wydziale Weterynaryjnym Uniwersytetu Warszawskiego. Od listopada 1928 był równocześnie kierownikiem Katedry i Zakład Chemii Fizjologicznej Wydziału Lekarskiego UW, rok później rozpoczął prace nad rozbudową Zakładu Chemii Fizjologicznej, a w 1936 wybrano go na przewodniczącego komisji, która nadzorowała budowę Zakładu Chemii Lekarskiej. Od 1930 był członkiem zwyczajnym Towarzystwa Naukowego Warszawskiego, a od 1934 członkiem korespondentem Polskiej Akademii Umiejętności, w 1938 rząd francuski odznaczył Stanisława Przyłęckiego Krzyżem Oficerskim Orderu Legii Honorowej. Po wybuchu II wojny światowej został mianowany dziekanem Wydziału Lekarskiego Uniwersytetu Warszawskiego. Podczas okupacji prowadził na tajnych kompletach Uniwersytetu Warszawskiego wykłady z chemii organicznej i nieorganicznej. Od marca 1941 do lutego 1943 istniała prowadzona przez Jana Zaorskiego Prywatna Szkoła Zawodowa dla Pomocniczego Personelu Sanitarnego w Warszawie, gdzie Stanisław Przyłęcki wykładał chemię fizjologiczną. Równocześnie prowadził kursy z chemii i biochemii dla lekarzy w II Klinice Chorób Wewnętrznych, był inicjatorem i organizatorem stworzenia tam pracowni biochemicznej. Piątego dnia powstania warszawskiego Gestapo aresztowało wszystkich mężczyzn zamieszkujących kamienicę przy ulicy Marszałkowskiej 35, Stanisław Przyłęcki został przewieziony na przesłuchanie do siedziby Gestapo w Alei Szucha, gdzie tego samego dnia został zamordowany.
Został uhonorowany w zbiorowym upamiętnieniu chemików polskich na grobowcu prof. dr. Wandy Polaczkowej i Heleny Czarnodolowej (wdów po chemikach) na cmentarzu Powązkowskim w Warszawie; pod głównym napisem Tu umarli żyją umieszczono dedykację o treści: Oto mogiła chemików, których prochy w latach 1939-45 rozsiane zostały przez wroga nie znalazły miejsca w polskiej ciszy cmentarnej.

## Główne osiągnięcia naukowe
- pierwsza próba przedstawienia w literaturze fachowej klasyfikacji sympleksów,
- koncepcja nieenzymatycznej regulacji procesów biochemicznych w komórce.